# Hugo Henrique Assis do Nascimento
Hugo Henrique Assis do Nascimento, noto semplicemente come Hugo (Rio de Janeiro, 27 ottobre 1980), è un ex calciatore brasiliano, di ruolo centrocampista.

## Palmarès

### Club

#### Competizioni nazionali
- Coppa dell'Imperatore: 1

Tokyo Verdy: 2004
- Campionato brasiliano: 2

San Paolo: 2007, 2008
- Supercoppa degli Emirati Arabi Uniti: 1

Al-Wahda: 2011